# Samuel E. Beetley
Pour l’article homonyme, voir Beetley.

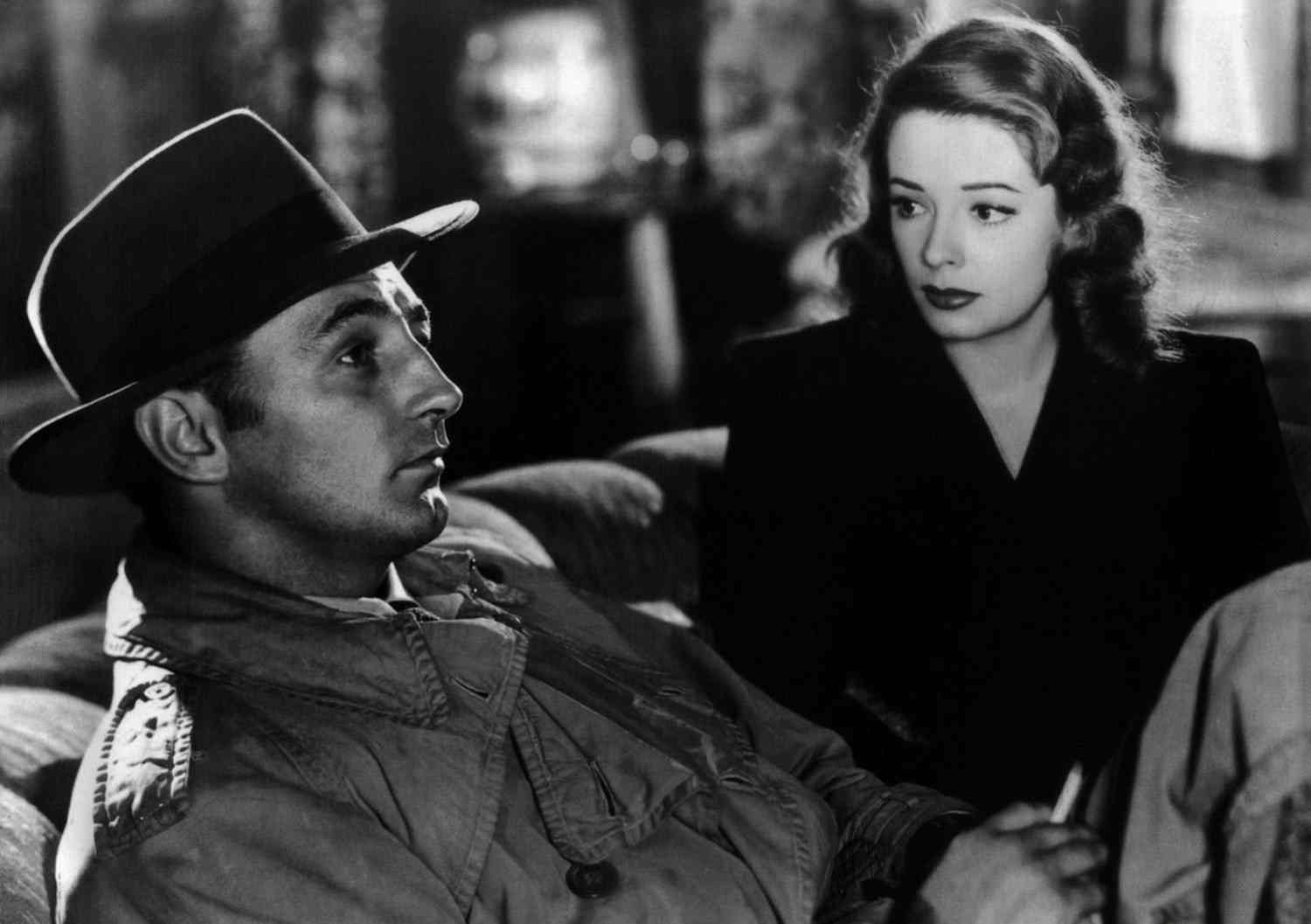
La Griffe du passé (1947),
avec Robert Mitchum et Jane Greer

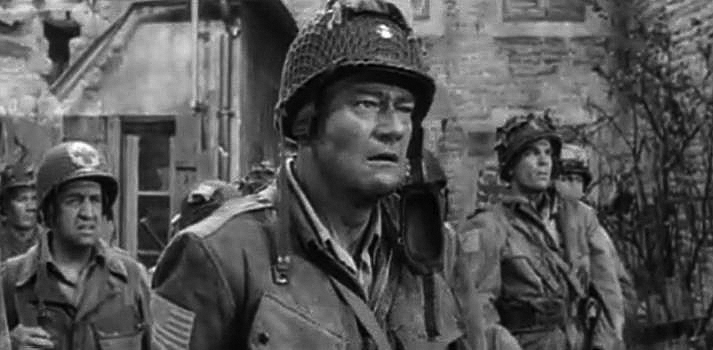
Le Jour le plus long (1962),
avec John Wayne au centre

Samuel E. Beetley, né le 23 novembre 1913 à San Antonio (Texas) et mort le 15 septembre 1988 à Santa Cruz (Californie), est un monteur américain.

## Biographie
Au cinéma, Samuel E. Beetley débute comme monteur sur L'Or et la Chair de Rowland V. Lee (1937). Suivent trente-deux autres films américains ou en coproduction (produits notamment par la RKO ou la Fox), le dernier sorti en 1982.
Parmi ses films notables, mentionnons La Griffe du passé de Jacques Tourneur (1947), Le Jour le plus long de Ken Annakin et autres (1962), L'Extravagant Docteur Dolittle (1967) et Soleil vert (1973), ces deux derniers réalisés par Richard Fleischer.
Le Jour le plus long et L'Extravagant Docteur Dolittle lui valent chacun une nomination à l'Oscar du meilleur montage (qu'il ne gagne pas).
À la télévision américaine, il est monteur sur trente-cinq séries, la première en 1952. Ultérieurement, mentionnons les séries-westerns L'Homme à la carabine (onze épisodes, 1958-1960) et Au nom de la loi (vingt-cinq épisodes, 1958-1961) et MASH (cinq épisodes, 1976).
Sa dernière série comme monteur est Matt Houston (six épisodes, 1982-1986). S'ajoutent onze téléfilms (1960-1982), dont Sherlock Holmes à New York de Boris Sagal (1976).
Par ailleurs, toujours à la télévision américaine, il est occasionnellement directeur de production entre 1968 et 1973, sur dix téléfilms et onze séries, dont Madame et son fantôme (quarante-huit épisodes, 1968-1970) et Daniel Boone (cinquante épisodes, 1968-1970).

## Filmographie partielle
(comme monteur)

### Cinéma
- 1937 : L'Or et la Chair (The Toast of New York) de Rowland V. Lee
- 1942 : La Marine triomphe (The Navy Comes Through) d'A. Edward Sutherland
- 1946 : Child of Divorce de Richard Fleischer
- 1947 : La Griffe du passé (Out of the Past) de Jacques Tourneur
- 1948 : Mystère au Mexique (Mystery in Mexico) de Robert Wise
- 1948 : Far West 89 (Return of the Bad Men) de Ray Enright
- 1948 : Ciel rouge (Blood on the Moon) de Robert Wise
- 1949 : Le Pigeon d'argile (Clay Pigeon) de Richard Fleischer
- 1949 : Ça commence à Vera Cruz (The Big Steal) de Don Siegel
- 1950 : La Tour blanche (The White Tower) de Ted Tetzlaff
- 1952 : Hunt the Man Down de George Archainbaud
- 1952 : La Peur du scalp (The Half-Breed) de Stuart Gilmore
- 1952 : Les Fils des Mousquetaires (At Sword's Point) de Lewis Allen
- 1952 : Le Paradis des mauvais garçons (Macao) de Josef von Sternberg
- 1962 : Le Jour le plus long (The Longest Day) de Ken Annakin et autres
- 1964 : La Rancune (The Visit) de Bernhard Wicki
- 1965 : L'Extase et l'Agonie (The Agony and the Ecstasy) de Carol Reed
- 1965 : Le Jour d'après (Up from the Beach) de Robert Parrish
- 1967 : L'Extravagant Docteur Dolittle (Doctor Dolittle) de Richard Fleischer
- 1973 : Soleil vert (Soylent Green) de Richard Fleischer
- 1979 : Five Days from Home de George Peppard

### Télévision

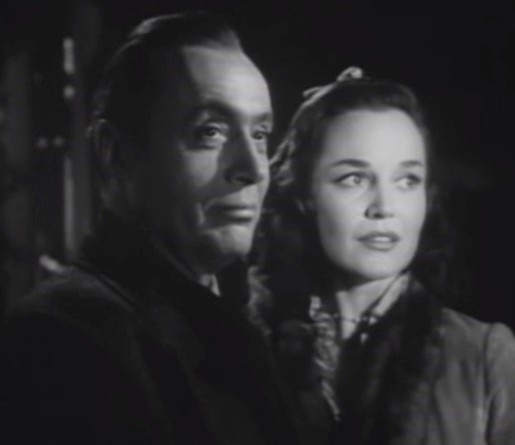
Série Four Star Playhouse, épisode Second Dawn (1954), avec Charles Boyer et Dorothy Hart

#### Séries
- 1952-1956 : Four Star Playhouse, 93 épisodes
- 1953 : Cisco Kid (The Cisco Kid), 1 épisode
- 1958-1960 : L'Homme à la carabine (The Rifleman), 11 épisodes
- 1958-1961 : Au nom de la loi (Wanted: Dead or Alive), 25 épisodes
- 1963 : L'Homme à la Rolls (Burke's Law), 1 épisode
- 1974-1975 : La Famille des collines (The Waltons), 5 épisodes
- 1976 : MASH (M*A*S*H), 5 épisodes
- 1982-1984 : Matt Houston, 6 épisodes

#### Téléfilms
- 1960 : Full Speed for Anywhere de Don Taylor
- 1973 : The Blue Knight (en) de Robert Butler
- 1974 : The Stranger Withing de Lee Philips
- 1974 : Bad Ronald de Buzz Kulik
- 1976 : Sherlock Holmes à New York (Sherlock Holmes in New York) de Boris Sagal
- 1976 : Wanted: The Sundance Woman de Lee Philips
- 1978 : Lassie: A New Beginning de Don Chaffey
- 1978 : A Guide for the Married Woman de Hy Averback
- 1979 : Jennifer: A Woman's Story de Guy Green
- 1980 : Jimmy B. & André de Guy Green

## Distinctions (sélection)
- Deux nominations à l'Oscar du meilleur montage :
  - En 1963, pour Le Jour le plus long ;
  - Et en 1968, pour L'Extravagant Docteur Dolittle.